# Artimet
Artimet – wieś w Armenii, w prowincji Armawir. W 2011 roku liczyła 1704 mieszkańców.